# 播州織工房館
播州織工房館（ばんしゅうおりこうぼうかん）は、兵庫県西脇市西脇452-1にある播州織の資料、製品などの展示・販売施設。

## 概要

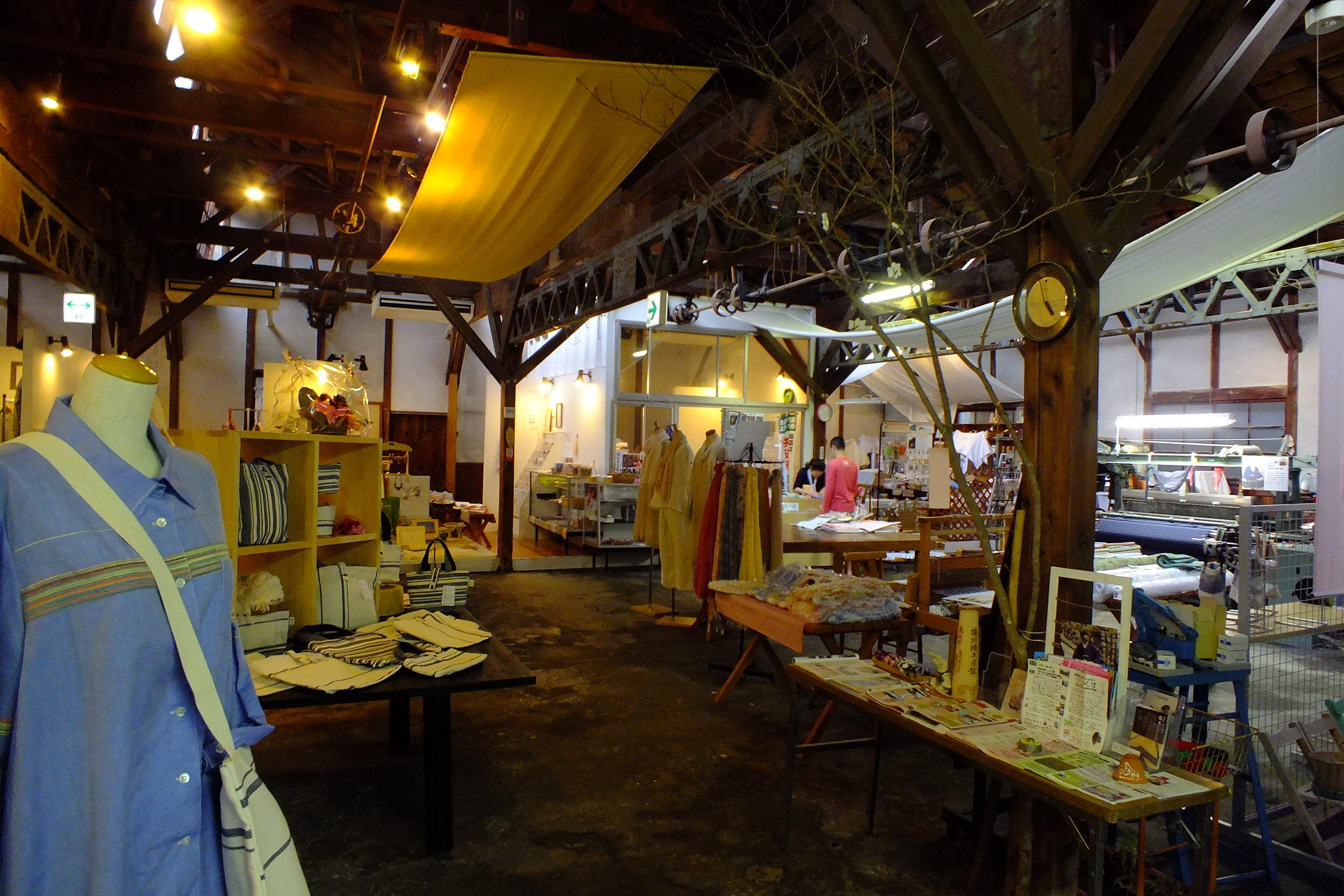
播州織工房館内部

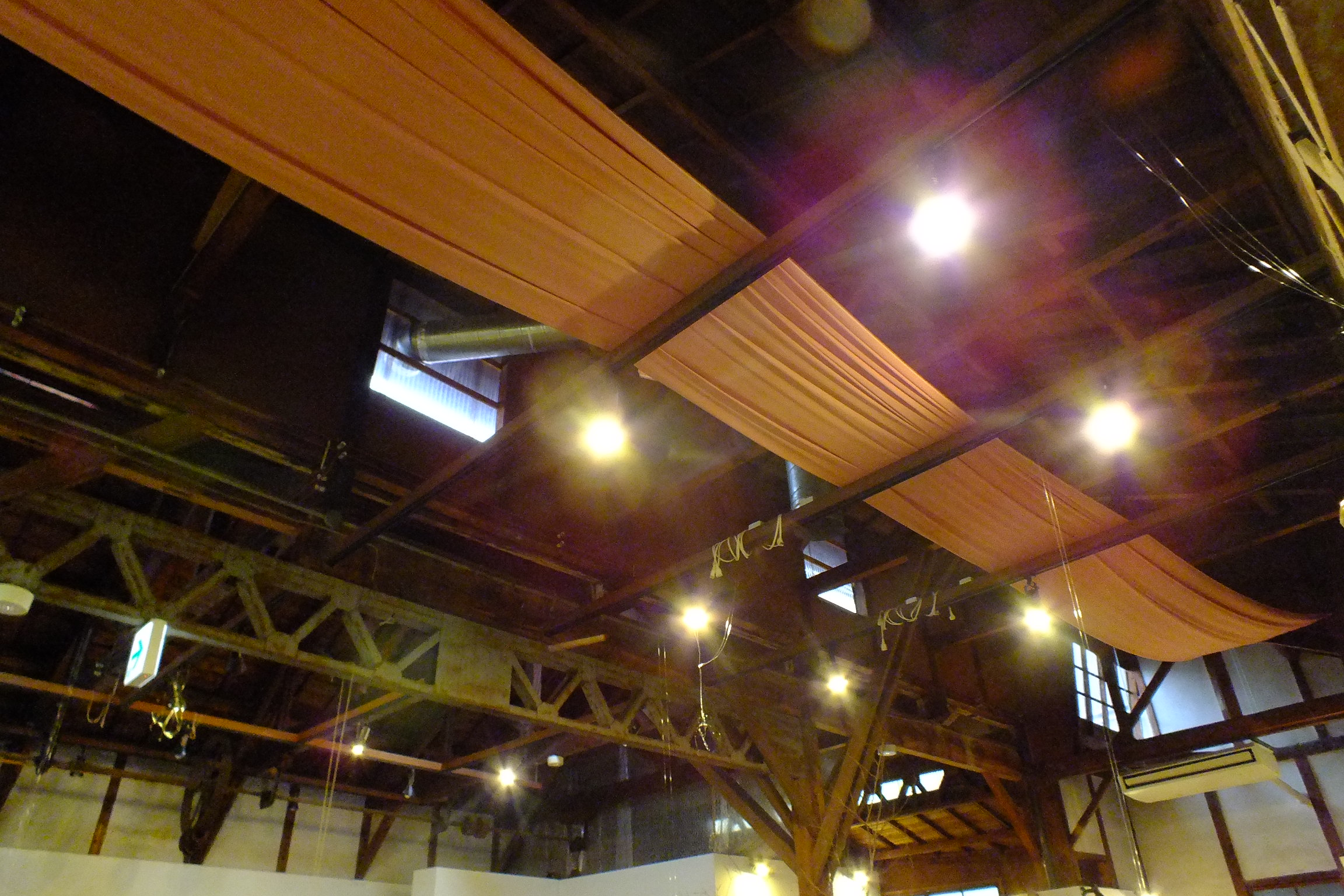
建物は鋸屋根の元播州織製品工場を使用している。

実際の織物工場であったのこぎり屋根をもつ歴史的な建物を改装し、地場産業である播州織の歴史を紹介すると共に播州織の商品の展示、販売を行っている。
館内は7つの展示販売ブースとイベントに使用するためのステージ、中央展示エリアからなり、さまざまなイベントが開催されている。また、神戸芸術工科大学の学生がデザインし、地元産元商社と共同開発した播州ジーンズ、シャツ、作務衣、小物雑貨（n＋able（ネイブル）ブランド）などの販売が行われている。手機織り体験コーナーやギャラリースペースも設けられている。また入口を入ってすぐのスペースにジャカード織機が置かれ、播州織の実演を見学できる。
すぐ近くには国の登録有形文化財「旧来住家住宅」と併設の西脇市のアンテナショップ「西脇情報未来館21」がある（徒歩約2分）。播州織のワイシャツの販売は2023年春まで西脇情報未来館21で行われていたが、未来館の新装にあわせ、播州織の販売コーナー（オーダーシャツの受注コーナー等）は播州織工房館内に移設された。

## 入館
- 開館時間：11：00 - 17：00
- 定休日：月曜日（祝日の場合翌日）
- 入場無料
- 駐車場有

兵庫県西脇市西脇452-1

## 交通アクセス
- JR加古川線西脇市駅より約1.5km、徒歩約20分。または神姫バスで約10分「東本町」下車すぐ。